# Haematopinus
Haematopinus là một chi chấy rận thuộc họ Haematopinidae. Chi này có các loài sau:
- Haematopinus oliveri
- Haematopinus suis
- Haematopinus asini
- Haematopinus eurysternus
- Haematopinus quardipertusis
- Haematopinus tuberculatus